# Blepyrus zenonis
Blepyrus zenonis är en stekelart som beskrevs av John S. Noyes 2000. Blepyrus zenonis ingår i släktet Blepyrus och familjen sköldlussteklar.
Artens utbredningsområde är Costa Rica. Inga underarter finns listade.